# آب (لعبة فيديو)
آب، هي لعبة فيديو أمريكية من نوع حركة ومغامرات، صدرت اللعبة في الأسواق سنة 2009، وتعمل على عدة منصات ، ومنها بلاي ستيشن 2 وبلاي ستيشن 3 وبلاي ستيشن بورتبل وإكس بوكس 360 ومايكروسوفت ويندوز.